# Adelsårbog
En adelsårbog, adelskalender eller adelsmatrikel er en årligt udkommende juridisk system, som historisk bestående af forskellige arvelige titler (og nogle gange ikke-arvelige titler) over et lands eller områdes adel, sammensat af diverse ædle rækker. Danmarks Adels Aarbog er udkommet siden 1884 og indeholder en omfattende slægtsoversigter over samtlige ca. 725 danske adelsslægter. Hvert bind indeholder anetavler og oversigter over nulevende medlemmer af ca. 200 adelsslægter.
De fleste adelsårbøger indeholder en komplet oversigt over de nulevende medlemmer af det pågældende lands adel, samt ofte også en historisk del med stamtavler. Adelsårbogen fungerer altså som en oversigt over de skiftende adelsslægter fra deres tidligste oprindelse til tavlens nutiden.

## Referenceliste
1. ↑  Jespersen, Knud J.V. "hentet 2. juli 2019". Den Store Danske (lex.dk online udgave).

| Bog | Spire Denne artikel om bøger og tidsskrifter er en spire som bør udbygges. Du er velkommen til at hjælpe Wikipedia ved at udvide den. |